# Sapho (Gounod)

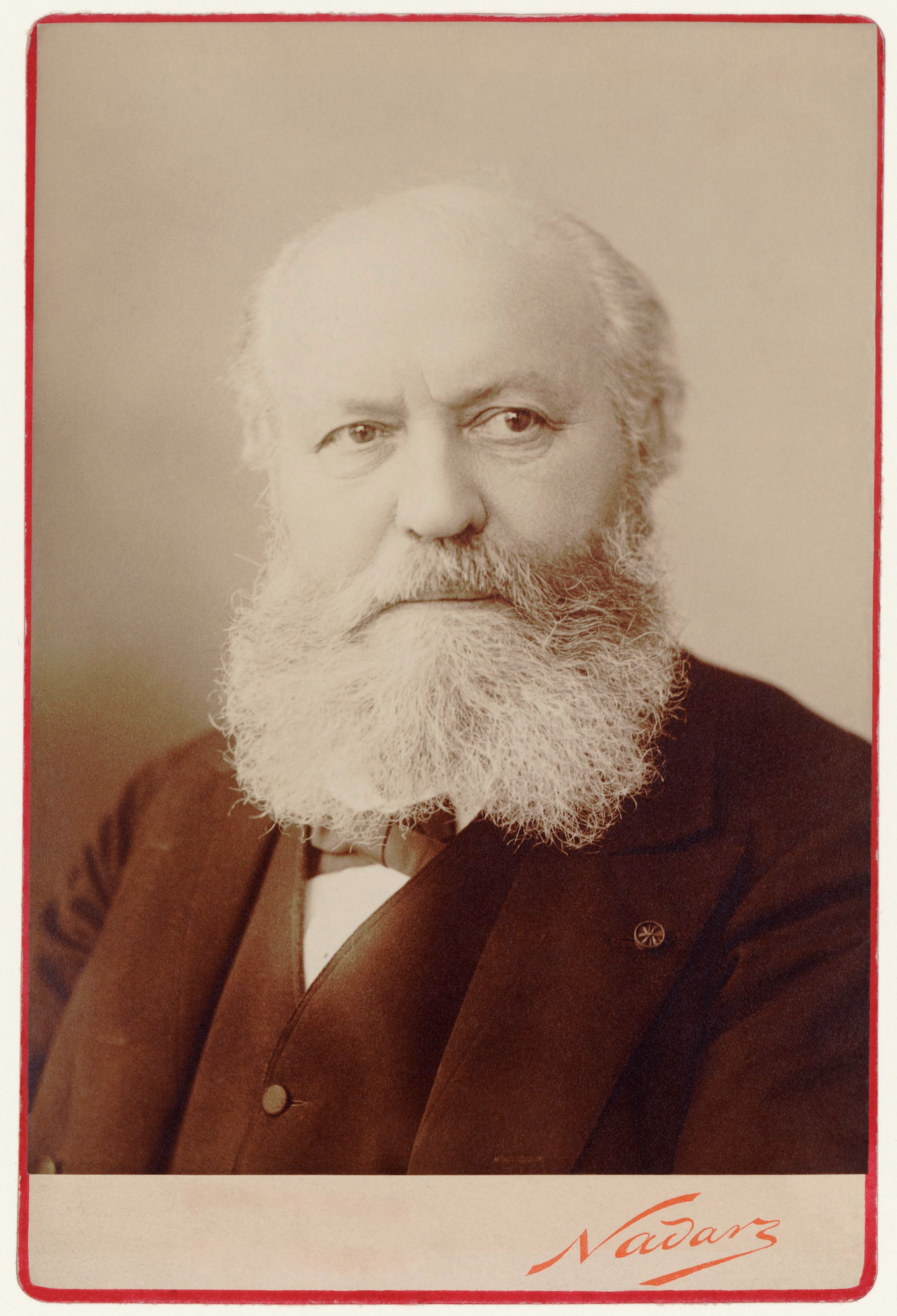
Charles Gounod 1890.

Sapho är en fransk opera i tre akter med musik av Charles Gounod och libretto av Émile Augier. Den har premiär i Salle Le Peletier i Paris den 16 april 1851. I sin ursprungliga form gavs den endast nio gånger men blev en personlig framgång för den unge tonsättaren. Kritikerna prisade särskilt akt III,  Gounod reviderade senare operan till en 2-aktsopera (1858) och 4-aktsversion (1884), inalles spelades den i 48 föreställningar.

## Historia
Upprinnelsen till Gounods första opera, och anledningen till att den fick uppföras på Frankrikes finaste operahus, skedde tack vare påverkan från Pauline Viardot, som mötte den unge kompositören i januari eller februari 1850, kort efter hennes triumf i Giacomo Meyerbeers Le prophète. I sina memoarer berättar Gounod hur violinisten François Seghers, som då var ledare för Concerts de la Société Sainte-Cécile på Rue Chaussée-d'Antin, hade framfört några stycken av Gounod vilka hade gjort ett gott intryck. Familjen Viardot kände Seghers och genom honom fick Gounod en inbjudan att spela några av sina pianokompositioner för familjen. Efter några timmar frågade Pauline Viardot Gounod varför han ännu inte hade skrivit en opera. Han svarade att han inte hade något libretto. När hon frågade med vem han önskade samarbeta svarade han att trots att han hade känt Augier sedan barndomen hade denne blivit mer berömd och nog inte vill riskera att arbeta med någon som han endast hade lekt med som barn. Viardot rådde Gounod att genast träffa Augier och säga till honom att hon skulle ta ansvaret och sjunga huvudrollen i Gounods opera, om Augier skrev texten. Gounod nämner också att Viardot rekommenderade operan för operachefen, som då hette Nestor Roqueplan.
Enligt hennes dotter förhandlade Viardot om sitt kontrakt för säsongen 1850-1851 på Opéra till förmån för Augier och Gounod. Kontraktet mellan Augier, Gounod och Roqueplan, daterad 1 april 1850, gällde en opera i två akter som skulle vara klar till den 30 september 1850 och framförd senast den 1 april 1851.

## Kompositionshistorik

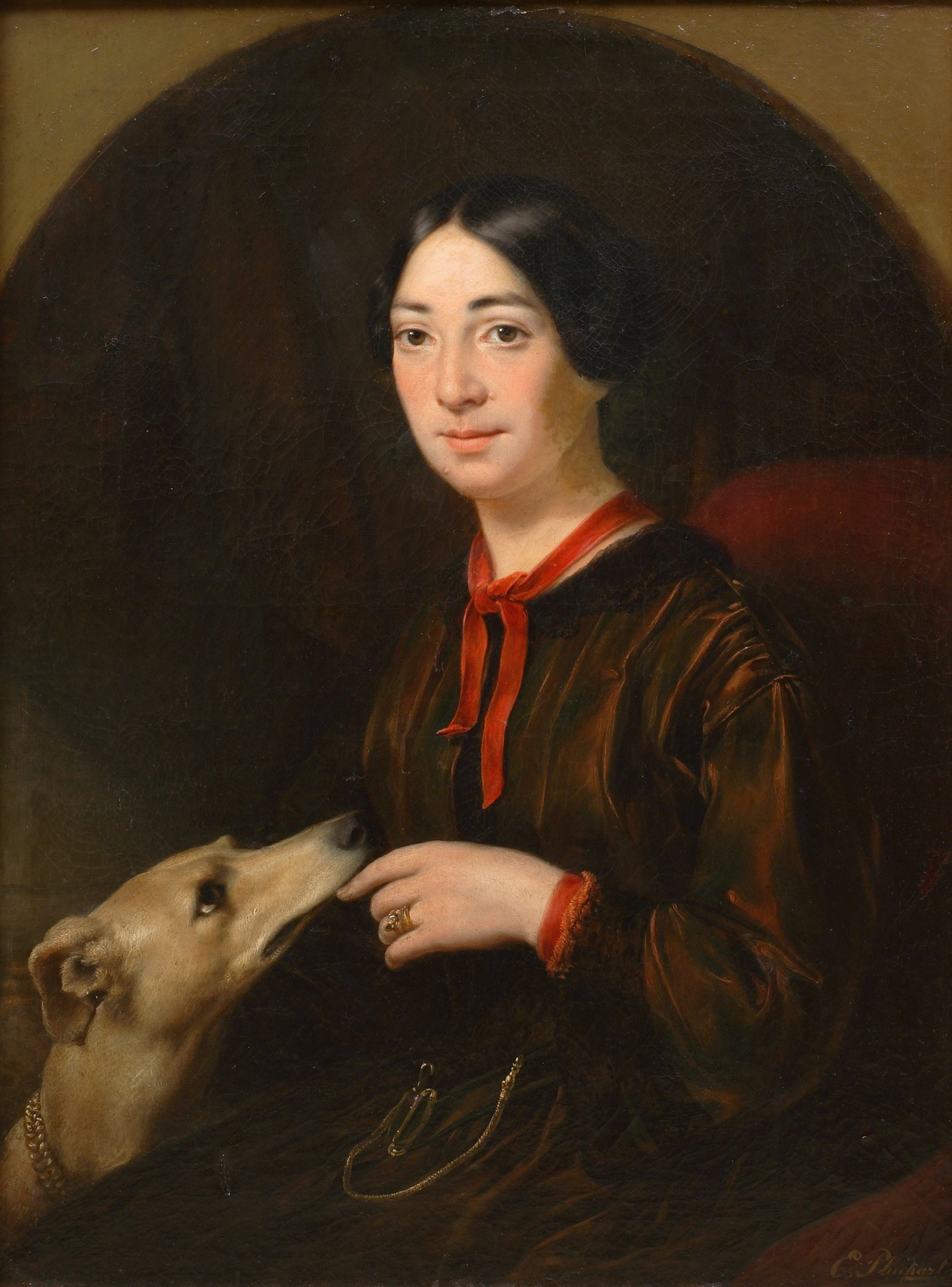
Pauline Viardot

Gounod, Augier och Viardot var alla lämpade för ett samarbete. Som en reaktion mot extravagansen i den franska romanticismen hade Augier (tillsammans med François Ponsard) blivit en av rörelsens ledare vars primära mål var att återupprätta det de klassiska ämnena i fransk dramatik. Viardot hade ett välbekant intresse för grekisk litteratur och Gounod (delvis från sina religiösa studier av bibliska ämnen) hade fascinerats av den gamla världen. Legenderna om den grekiska poeten Sapfo valdes som ämne för operan, inte minst för att detta skulle bana väg för en lämpligt seriös och imponerande titelroll för Viardot.
I sina memoarer skriver Gounod den 2 april, kort efter att Augier hade fullbordat librettot, att Gounods arkitektbror Urbain blivit allvarligt sjuk. Nästföljande dag skrev Gounod under kontraktet och den 6 april dog Urbain, efterlämnande ett tvåårigt barn, en änka som var havande i andra månaden, en sorgtyngd mor och flera ofullbordade arkitektprojekt. Det tog en månad innan Gounod ens kunde börja tänka på att återuppta arbetet med operan. Pauline Viardot, som uppträdde i Tyskland, skrev och erbjöd Gounod att bo i hennes hus i Brie som en tillflyktsort där han kunde fokusera på sin komposition och ta hand om sin moder.
Louis Viardot, Paulines make, hade också erbjudit pengar, förmodligen för att underlätta den ekonomiska situationen som hade uppstått på grund av Urbains oväntade död.
Pauline Viardot bad även den ryska poeten Ivan Turgenev, med vilken hon hade en intim relation och som var på gränsen att återvända till Ryssland, att stanna kvar i Frankrike och förena sig med Gounod och hans moder i Brie och erbjuda honom sitt stöd och hjälp. Ett brev från Turgenev till Viardot av den 16 maj 1850 erbjuder en tidig inblick av Gounod som kompositör:

Något som Gounod saknar är en briljant och populär sida. Hans musik är som ett tempel: det är inte tillgängligt för alla. Jag tror också att hans första framträdande kommer generera entusiastiska beundrare och stor prestige som musiker hos allmänheten; men en nyckfull popularitet, av sorten som vacklar och irrar som en Bacchante, som aldrig kommer omfamna honom. Jag tror också att han alltid kommer att förakta den. Hans melankoli, så originell i sin enkelhet och till vilken man slutligen blir så berörd av, har inga påtagliga drag som lämnar spår hos lyssnaren; han berör inte lyssnaren. Han besitter flera färger på sin palett men allt som han skriver, till och med en snapsvisa som "Trinquons", bär spår av högtidlighet. Han idealiserar allt som han rör vid men lämnar alla utanför. Dock bland massan av talangfulla kompositörer vilka är vitsiga på ett vulgärt sätt, intellektuella inte på grund av sin klarhet utan på grund av sin trivialitet, är uppsynen av en musikprofil som Gounod så sällsynt att man inte kan välkomna honom nog hjärtligt. Vi talade om dessa saker i morse. Han känner sig själv lika bra som någon annan. Jag tror inte att han har någon komisk ådra; Goethe sa en gång "man ist am Ende … was man ist" ["i slutet är man … vad man är"].

Tidigt i september hade Gounod nästa skrivit klart musiken, då Pauline Viardot återvände till Frankrike. Hon uttryckte belåtenhet med musiken som han hade komponerat och inom några dagar hade hon lärt den så bra att hon kunde ackompanjera sig själv på pianot ur minnet, en musikalisk förmåga som Gounod ansåg vara något av det mest fantastiska som han bevittnat.
Detta innebar dock inte att hon inte ville göra ändringar. Bland dessa återfanns användningen av melodin "Chanson du pêcheur" till Saphos finalaria "Ô ma lyre immortelle". Detta skulle också bli operans mest kända nummer. Gustave-Hippolyte Roger, som var tänkt att sjunga tenorrollen som Phaon, ansåg att hans roll var alltför substanslös, så Augier ombads att göra tillägg och ändra texten. Henry Chorley, en annan vän makarna Viardot, hade också synpunkter på materialet. Till slut hade operan vuxit ut till tre akter och blivit en helaftonsföreställning.
Repetitionerna på Opéra började första veckan i februari 1851. Ytterliga ändringar gick göras på grund av censuren. Ett utbyte av ett politiskt dokument för utförda sexuella tjänster mellan Pythéas och Glycère orsakade en ändring från "prenez-moi pour amant" ("ta mig som älskare") till "traitez-moi tendrement" ("behandla mig ömt"). Pythéas verser "Oui, je comprends mignonne / Ton désir / Le mystère assaisonne / Le plaisir " ("Ja, jag förstår min kära / Din åtrå / Det starka mysteriet / Njutningen") blev till "Oui, j'aime ton caprice / De candeur / Le mystère est complice / Du bonheur" ("Ja, jag gillar din nyckfullhet / av uppriktighet / Hemligheten är ett smycke / Till glädje"). I första akten ber rollfiguren Alcée sina kumpaner att slå ihjäl tyrannen Pittacus. Censurens rapport från den 12 april, fyra dagar före premiären, föreslår att denna passage kunde vara "uppmaning till agitation". Dagen före premiären fastslog en ny rapport: "Trots att ändringar har mildrat faran vi anade, så har den inte försvunnit helt och hållet." Den politiska situationen blev alltmer kännbar: Louis Napoleon skulle komma att utropa sig till kejsare den 2 december.

## Uppförandehistorik

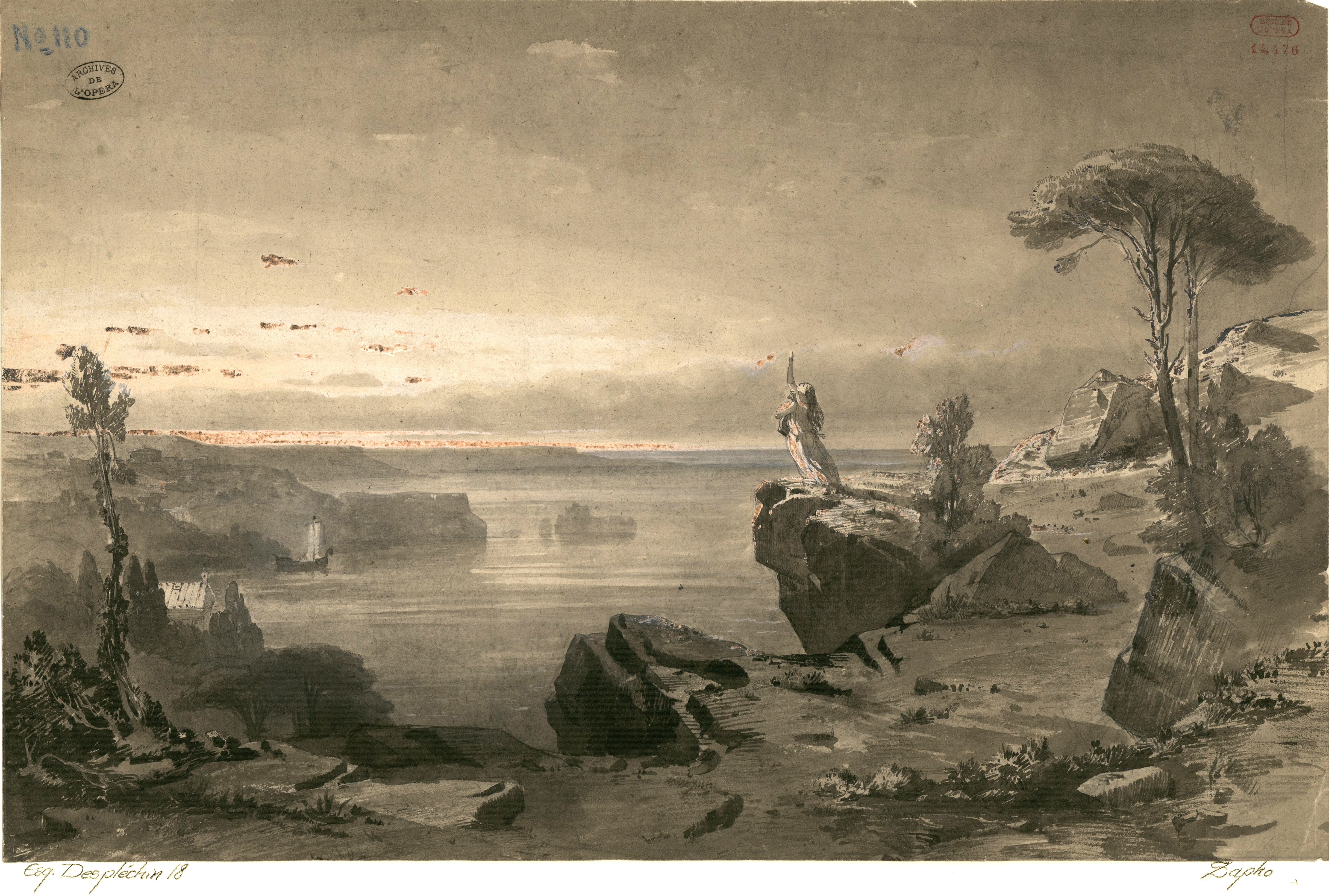
Skiss av Édouard Desplechin till finalscenen i 1851 års originaluppsättning av Sapho

Operan uruppfördes slutligen den 16 april 1851. Scenograf var Charles Séchan och Édouard Desplechin, och dekoren var gjord av Leroy. Trots att det fanns en viss välvilja mot en kompositörs första uppsättning och att många i publiken tycktes gilla den slog operan aldrig väl ut. Musiken ovanlig för sin tid och fokuserade på det psykologiska dramat mellan Sapho och Glycère. Mångfalden och de historiska ämnena som brukade återfinnas grand opera saknades helt och några kritiker klagade över frånvaron av en balett. I viss mån syntes operan vara en återgång till Christoph Willibald Gluck snarare än en efterföljare till Giacomo Meyerbeer. I och med tredje föreställningen lades en balett till med musik av Edouard Deldevez, för att ge publiken tillfälle att lämna operan med gott mod, vilket bara resulterade i att föreställningens längd blev alltför lång.
Hector Berlioz skrev positivt i Journal des Débats (22 april 1851) (förutom lovord till musiken) om Gounods opera:

För mig tycks Saphos olyckliga kärlek och den andra besatta kärleken till Glycera och Phaons misstag, Alcaeus avslöjade entusiasm, frihetsdrömmen som slutar i exil, den olympiska festivalen och ett helt folks konstdyrken, den formidabla slutscenen i vilken den döende Saphos återvänder till livet och hör på ena hållet Phaons sista avlägsna farväl till Lesbos kust och på andra hållet en herdes glädjesång inväntandes sin unga älskarinna, den dystra ödsligheten, det djupa havet som sörjer sitt byte i vilket den eviga kärleken kommer att finna en värdig grav, och sedan de vackra grekiska scenerierna, de utsökta kostymerna och eleganta byggnaderna, de ädla riterna kombinerande stelhet och grace - allt detta, erkänner jag rör mitt hjärta, uttömmer sinnet, exalterar, stör och tjusar mig mer än jag kan säga.

Till skillnad mot Meyerbeer hade den oerfarne Gounod glömt bort att förvissa sig om att de ledande sångarna var tillgängliga för en utökad speltid. Viardot hade åtagit sit andra engagemang för senare delen av maj. Hennes sjätte och sita föreställning ägde rum den 12 maj, då hon ersattes av Elisabeth Masson. Även när Viardot uppträdde blev inkomsten inte mer än 4000 francs, ungefär hälften av vad en föreställning av Le prophète eller La Juive hade inbringat. Än mer signifikant var operans "strukturella svagheterna". Tempot ansågs för långsamt och talavsnitten för långa.
Senare produktioner var inte mer lyckade. Sapho sattes upp i en föreställning på Londons Covent Garden den 9 augusti 1851 med Viardot som Sapho, och i en nyuppsättning i Paris den 26 juli 1858 på Opéra i en nerkortad version i två akter som gick endast tio gånger.
En senare version på Palais Garnier som spelades mellan de 2 april och 29 december 1884, utökades till fyra akter med Gabrielle Krauss i titelrollen, men hade inte större framgång. En ny karaktär lades till, Pittacus, och kompositören dirigerade de första tre föreställningarna av sammanlagt 29. Denna partiturversion publicerades aldrig men Augier lade till den i den första volymen av sin Théâtre complète.
Den amerikanska premiären ägde rum den 18 november 2018 på Lisner Auditorium i Washington, D.C.. Washington Concert Opera framförde den med Kate Lindsey i titelrollen.

## Personer
| Roller                        | Stämma      | Premiärbesättning 16 april 1851 (Dirigent: Narcisse Girard) | Reviderad version 2 april 1884 (Dirigent: Charles Gounod) |
| ----------------------------- | ----------- | ----------------------------------------------------------- | --------------------------------------------------------- |
| Sapho                         | mezzosopran | Pauline Viardot                                             | Gabrielle Krauss                                          |
| Glycère                       | mezzosopran | Anne Poinsot                                                | Alphonsine Richard                                        |
| Œnone                         | mezzosopran |                                                             | Dumesnil                                                  |
| Phaon                         | tenor       | Louis Guéymard                                              | Étienne Dereims                                           |
| Pythéas                       | bas         | Hippolyte Brémond                                           | Pedro Gailhard                                            |
| Alcée                         | baryton     | Mécène Marié de l'Isle                                      | Léon Melchissédec                                         |
| Pittacus                      | bas         | —                                                           | Pol Plançon                                               |
| Cynégire                      | bas         |                                                             | Lambert                                                   |
| Cratés                        | tenor       |                                                             | Girard                                                    |
| Agathon                       | tenor       |                                                             | Sapin                                                     |
| Översteprästen                | bas         | Alexis Prévost                                              | Palianti                                                  |
| En herde                      | tenor       | Aimes                                                       | Piroia                                                    |
| Folk, ungdomar, konspiratörer |             |                                                             |                                                           |

## Handling

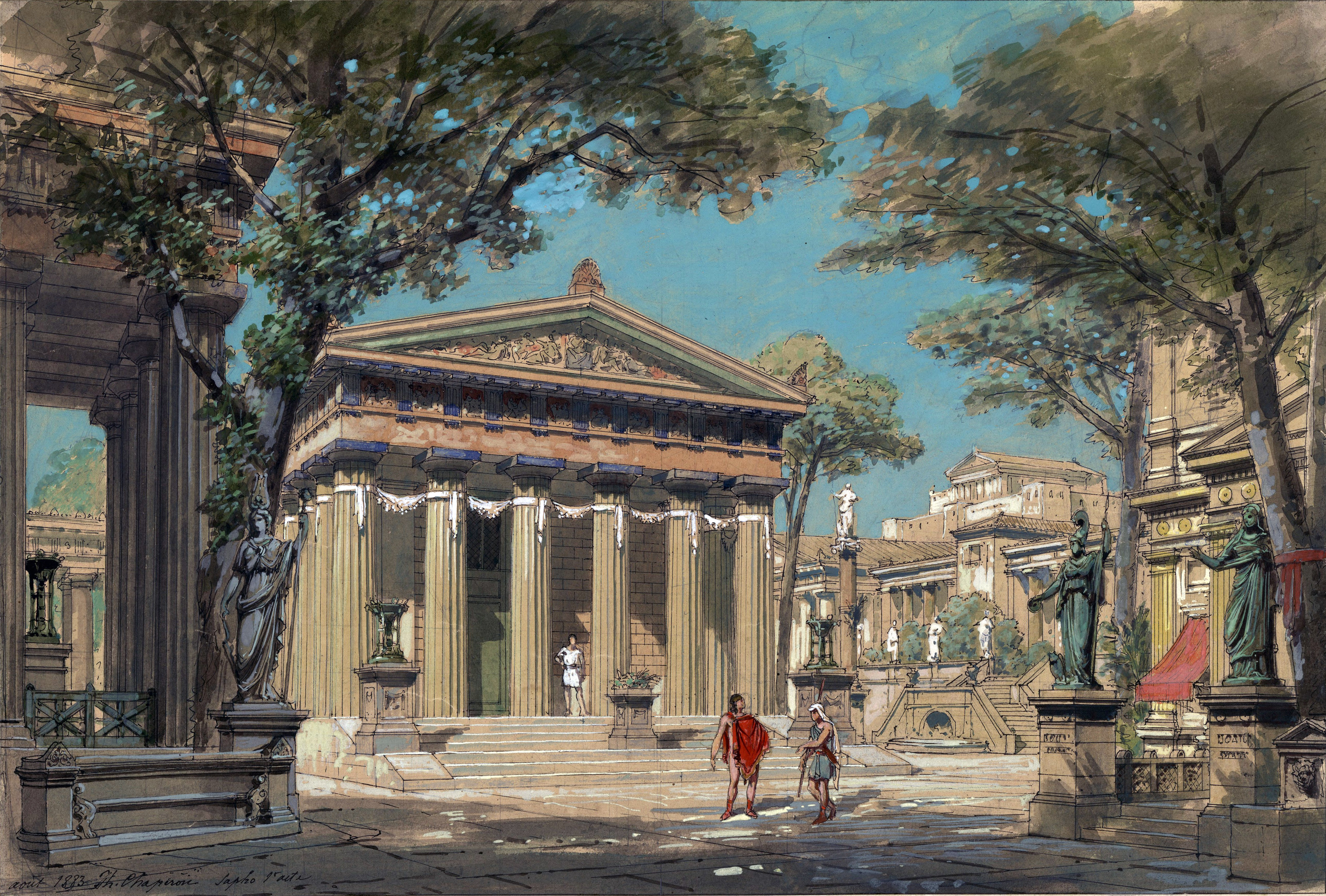
Skiss av Philippe Chaperon till Akt 1 i 1884 års uppsättning på Palais Garnier

Operans handling rör sig kring legenderna om den grekiska poeten Sapfo, hennes kärlek till Phaon och hennes självmord. 
Plats: Antikens olympiska spel och på ön Lesbos
Tid: 600-talet f.Kr

### Akt 1
De olympiska spelen
Phaon slits mellan kärleken till poeten Sapho och kurtisanen Glycère, och retas för detta av Pythéas. Sapho vinner poesitävlingen över Alcée. Phaon förklarar henne sin kärlek.

### Akt 2
Phaons villa
Phaon är iblandad i revolutionära planer för att etablera frihet och rättvisa. Pythéas går med på att avslöja detaljer för Glycère i utbyte mot hennes tjänster. Glycère meddelar i hemlighet de styrande, men berättar svekfullt för Sapho att hon inte tänker avslöja kuppen om Phaon lämnar Lesbos utan Sapho. Phaon förbereder resan från Lesbos och Sapho säger att hon inte tänker följa med. Hennes orubblighet får Phaon att vända sig till Glycère.

### Akt 3
En vindpinad strand i gryningen
Phaon, Glycère och konspiratörerna säger farväl till hemlandet. Sapho kommer för att säga adjö men förbannas av Phaon. Men hon förlåter och välsignar Phaon varpå hon begår självmord genom att springa ut i vågorna.